# Dasychira postalba
Dasychira postalba är en fjärilsart som beskrevs av Swinhoe 1906. Dasychira postalba ingår i släktet Dasychira och familjen tofsspinnare. Inga underarter finns listade i Catalogue of Life.